# Hänsel și Gretel
Hänsel și Gretel este un basm german, adaptat și publicat de Frații Grimm în 1812.
Plasată în Germania medievală, povestea Hänsel și Gretel a fost adaptată în diverse medii, inclusiv în opera Hänsel und Gretel de Engelbert Humperdinck, care a fost reprezentată pentru prima dată în 1893.

## Poveste
Hänsel si Gretel sunt doi frați ce aveau o familie foarte săracă. Într-una din zile, mama si tatăl lor au hotărat să îi ducă pe cei doi copii în mijlocul pădurii și sa îi lase acolo, deoarece nu mai aveau ce să le dea de mâncare. Copiii au auzit discuția dintre părinți, iar Hänsel s-a dus afară pentru a strânge pietre.

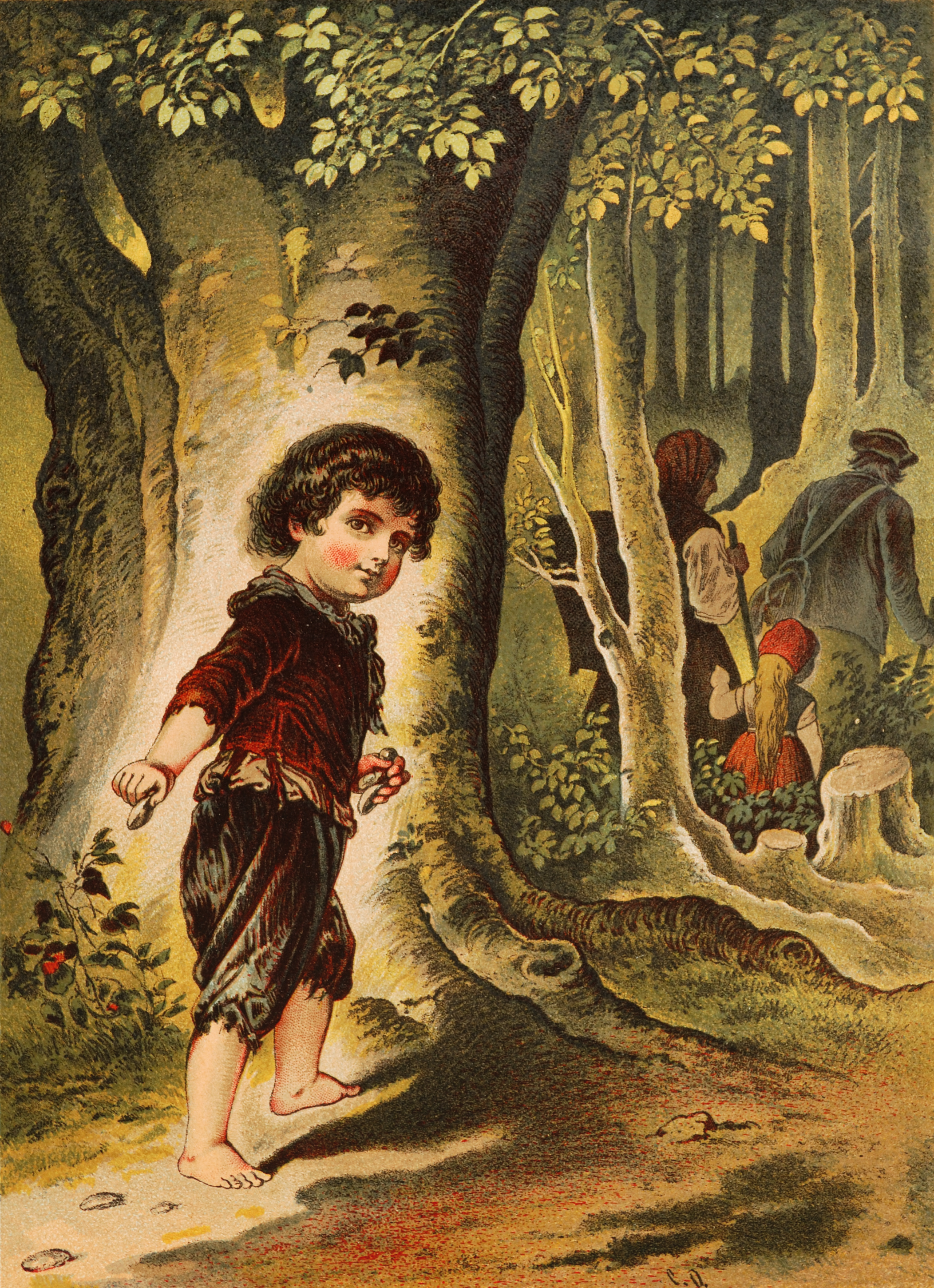
Hänsel împrăștie pietrele pe drum.
Ilustrație de Carl Offterdinger</br>

În dimineața următoare, familia a pornit spre pădure. Mama le-a dat copiilor câte o bucată de pâine. Între timp, Hänsel a aruncat pietrele una câte una, pentru a marca drumul. Ajunși în locul cel mai împădurit al codrului, mama le-a făcut focul și le-a zis că se duce împreună cu tatăl să ia lemne, urmând să se întoarcă înainte de răsăritul lunii. Părinții nu au mai venit, dar Hänsel si Gretel s-au luat după pietricele și s-au întors acasă. 
Nu a trecut mult timp, iar părinții au rămas din nou fără hrană. Mama și tata și-au dus a doua oară copiii în pădure. Hänsel a presărat pe drum pâinea dată de mamă, dar la întoarcerea acasă, copiii observă că firmiturile au fost mâncate de păsări. Ei pornesc la drum, neștiind în ce parte s-o apuce. 

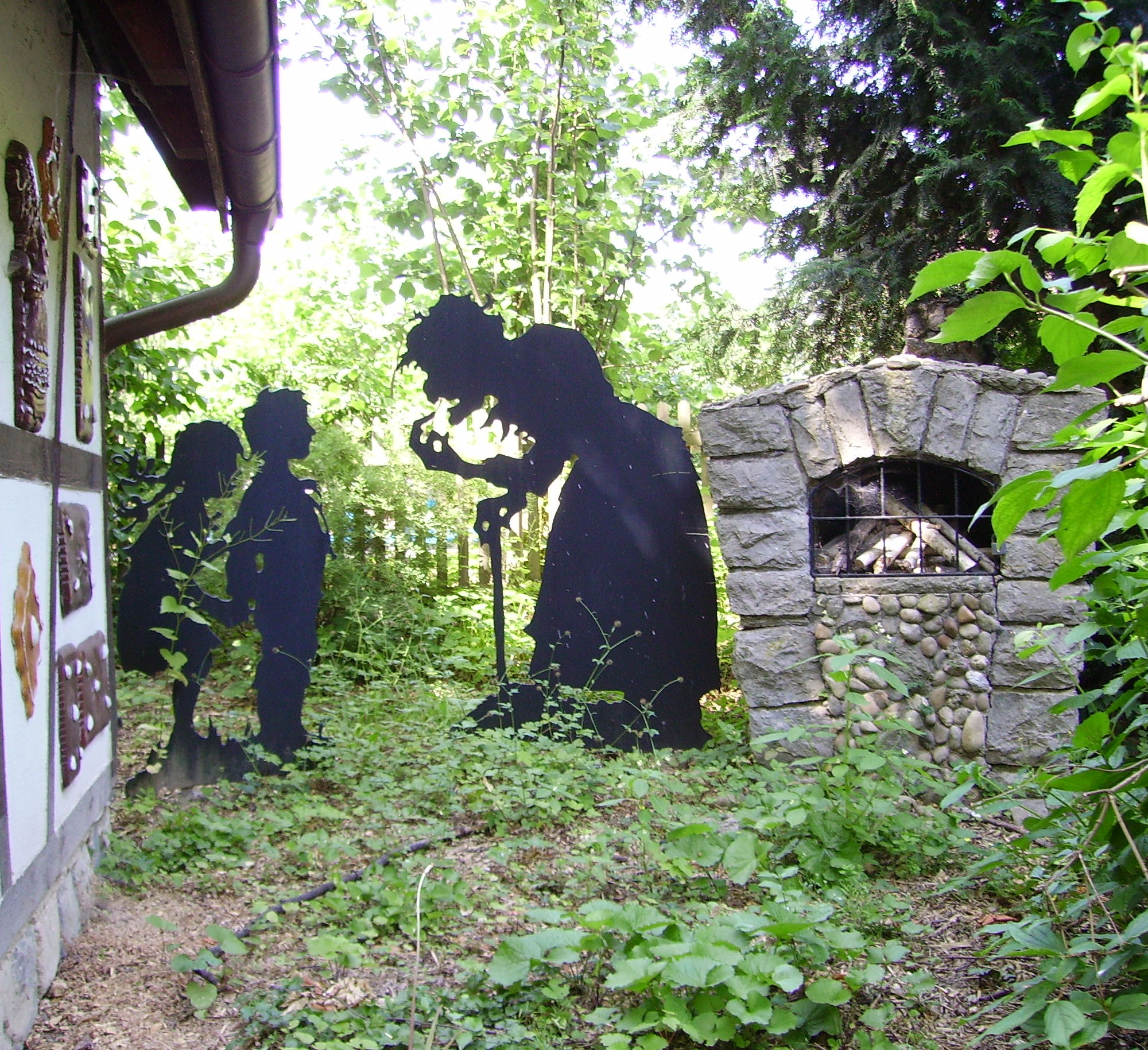
Hänsel und Gretel în Märchengarten (Grădina basmelor) din Ludwigsburg

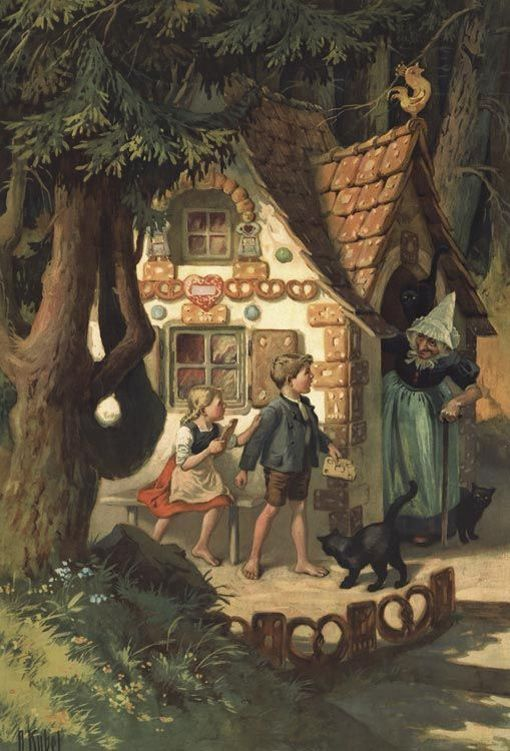
Ilustrație de Otto Kubel

La un moment dat, cei doi ajung la o casă din turtă dulce. Încep sa o mănânce până când proprietara casei, o vrăjitoare bătrână, îi invită înăuntru. În ziua următoare, bătrâna îl pune pe Hänsel într-o cușcă de fier, dorind să-l îngrașe pentru a-l mânca.
Vrăjitoarea încearcă să o pună pe Gretel într-un cuptor, însă aceasta o împinge pe bătrână înăuntru. Vrăjitoarea se transformă în scrum. Cei doi frați pun toate bogățiile vrăjitoarei în buzunare și se întorc acasă, unde au află că mama lor a murit. Frații trăiesc în armonie și belșug împreună cu tatăl lor.

## Analiză
Potrivit folcloristului Jack Zipes, povestea celebrează ordinea simbolică a căminului patriarhal, văzut ca un refugiu, protejat de personajele periculoase care amenință viața copiilor, în timp ce denigrează în mod sistematic personajele feminine adulte, care par a fi interconectate. Moartea mamei sau a mamei vitrege la scurt timp după ce copiii o ucid pe vrăjitoare sugerează că acestea ar putea fi, metaforic, aceeași femeie.
Zipes susține, de asemenea, că importanța poveștii în tradiția orală și literară europeană poate fi explicată prin tema abandonului și a abuzurilor asupra copiilor. Din cauza foametei și lipsei metodelor de contracepție, în Europa medievală era obișnuit ca bebelușii nedoriți să fie abandonați în fața bisericilor sau în pădure. Moartea mamei în timpul nașterii ducea uneori la tensiuni după recăsătorire, iar Zipes propune că aceasta ar fi putut juca un rol în apariția motivului mamei vitrege rele.